# Pierrick Naud
Pierrick Naud, né le 26 janvier 1991 à Amos au Québec, est un coureur cycliste canadien.

## Biographie
Non conservé par Rally en fin d'année 2017 et sans contrat pour 2018, Pierrick Naud décide d'arrêter sa carrière.

## Palmarès
- 2009
  - 2e du championnat du Canada du critérium juniors
- 2011
  - Grand Prix de Sainte-Martine
  - 1re étape de la Killington Stage Race
- 2012
  - 2e du championnat du Canada du critérium espoirs
- 2013
  -  Champion du Canada du critérium
  -  Champion du Canada du critérium espoirs
  -  Médaillé d'or de la course en ligne aux Jeux du Canada
  -  Médaillé d'or du critérium aux Jeux du Canada
  - 2e du championnat du Canada sur route espoirs
  - 2e du Tour de Québec
- 2014
  - 4e étape de la Redlands Bicycle Classic
  - 2e du Grand Prix cycliste de Saguenay
  - 3e du White Spot-Delta Road Race
- 2015
  - 6e étape du Grand Prix cycliste de Saguenay
- 2016
  - 9e étape du Grand Prix cycliste de Saguenay

## Classements mondiaux
| Année            | 2013 | 2014  | 2015 |
| ---------------- | ---- | ----- | ---- |
| UCI America Tour | 309e | 40e   | 185e |
| UCI Europe Tour  |      | 1057e |      |